# Ogilvie (fiume)

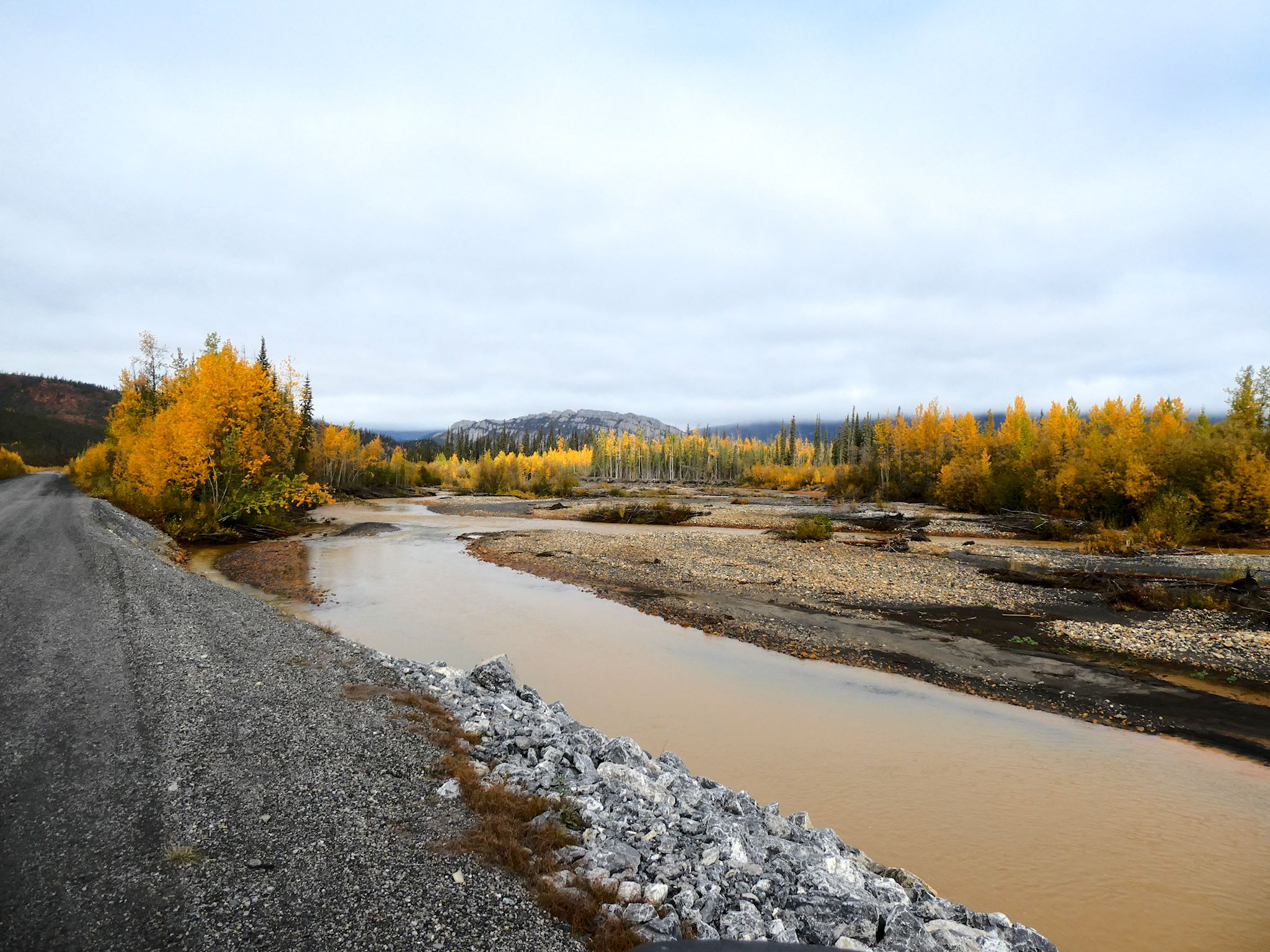
L'Ogilvie nei pressi del Red Sulphur Creek

L'Ogilvie è un fiume del Canada, lungo circa 230 chilometri. Esso nasce sui Monti Ogilvie, nello Yukon, scorre  verso nord e poi confluisce nel fiume Peel.